# طواف مسقط 2025
طواف مسقط 2025 هو سباق دراجات هوائية من فئة 1.1، وهو الموسم الثالث من طواف مسقط ‏ وأقيم في 7 فبراير 2025.
فاز بالمركز الأول ريك بلومرز ‏، وبالمركز الثاني جينثي بيرمانز ‏، وبالمركز الثالث هنوك مولوبرهان ‏.

## الفرق
| فرق عالمية (9)- Arkéa-B&B Hotels - Groupama-FDJ - Movistar Team - Soudal Quick-Step - Team Jayco AlUla - Team Picnic-PostNL - Team Visma \| Lease a Bike - UAE Team Emirates XRG - XDS Astana Team فرق برو (5)- برجس بي إتش ‏ - Q36.5 Pro Cycling Team ‏ - Team TotalEnergies - سويس ريسينغ أكادمي ‏ - أونو-إكس موبيليتي ‏ فرق قارية (3)- JCL Team Ukyo ‏ - Roojai Insurance (cycling team) ‏ - تيرينجانو سايكلنج تيم ‏ فريق وطني- فريق سلطنة عمان لسباق الدراجات للرجال‏ |  |
| |  |

## وصلات خارجية
- لمحة عن سباق طواف مسقط 2025 على موقع  ProCyclingStats   (برو  سايكلنج  ستاتس) - إحصاءات  محترفي  الدراجات.
- طواف مسقط 2025 على موقع إحصائيات الدراجات الإحترافية (الإنجليزية)